# Tetracordio

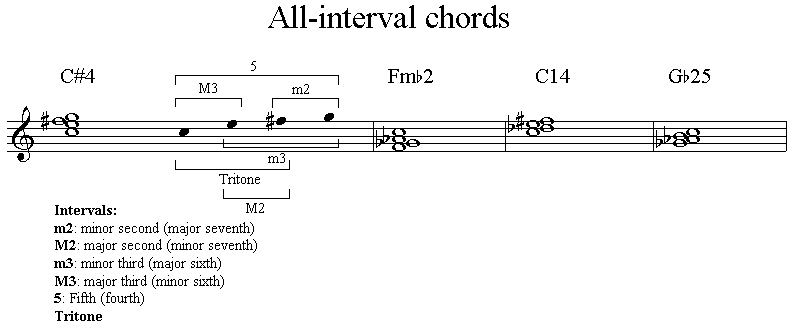
La imagen ilustra cómo los tetracordios pueden organizarse para cumplir la propiedad de contener todos los intervalos.

Un tetracordio es un grupo ordenado de cuatro notas secuenciales (por ejemplo, do, re, mi y fa). Estos cuatro sonidos generan tres intervalos en su interior (que de acuerdo con el ejemplo anterior, serían los intervalos entre do y re, entre re y mi, y entre mi y fa). En la música occidental, la octava (o escala formada por ocho sonidos consecutivos) se puede dividir teóricamente en dos tetracordios separados por un intervalo de tono. Por ejemplo: do, re, mi, fa y sol, la, si y do.

## Clasificación
Existen cuatro tetracordios principales, que se desprenden de los modos de la escala mayor. Estos tetracordios son: jónico, dórico, frigio y lidio, los cuales se desprenden del primer tetracordio de cada uno de los cuatro primeros modos, y toman su nombre.
Así, por ejemplo, el modo jónico estaría formado por:
- do, re, mi, fa, sol, la, si y do.

En la siguiente lista se indican los intervalos entre las notas:
- do [tono] re [tono] mi [semitono] fa [tono] sol [tono] la [tono] si [semitono] do [tono].

Cada modo está compuesto por dos tetracordios, unidos por un tono, menos en el modo lidio y locrio que están unidos por un semitono, en este caso se puede deducir que el primer tetracordio es do, re, mi y fa, y el segundo es sol, la, si y do. Si tomamos el primero, y medimos las distancias tenemos: tono, tono y semitono. Entonces estas son las distancias del tetracordio jónico.
Aplicando el mismo principio a los cuatro primeros modos encontramos que:
- Tetracordio jónico: tono, tono, semitono
- Tetracordio dórico: tono, semitono, tono
- Tetracordio frigio: semitono, tono, tono
- Tetracordio lidio: tono, tono, tono

## Los tetracordios en los modos
Si se sigue avanzando en la escala, se puede percibir que los tetracordios se empiezan a repetir. También es posible percatarse de que estos tetracordios son los únicos que hay en la escala mayor. Al analizarlos, se ve que cada modo está compuesto de esta manera:
| Jónico:    | tetracordio jónico + tetracordio jónico |
| Dórico:    | tetracordio dórico + tetracordio dórico |
| Frigio:    | tetracordio frigio + tetracordio frigio |
| Lidio:     | tetracordio lidio + tetracordio jónico  |
| Mixolidio: | tetracordio jónico + tetracordio dórico |
| Eólico:    | tetracordio dórico + tetracordio frigio |
| Locrio:    | tetracordio frigio + tetracordio lidio  |

- Datos: Q195688
- Multimedia: Tetrachords / Q195688